# هرمس‌کایل
هرمس‌کایل شهری در ایالت راینلند-فالتسِ کشور آلمان است.